# 勇留水道

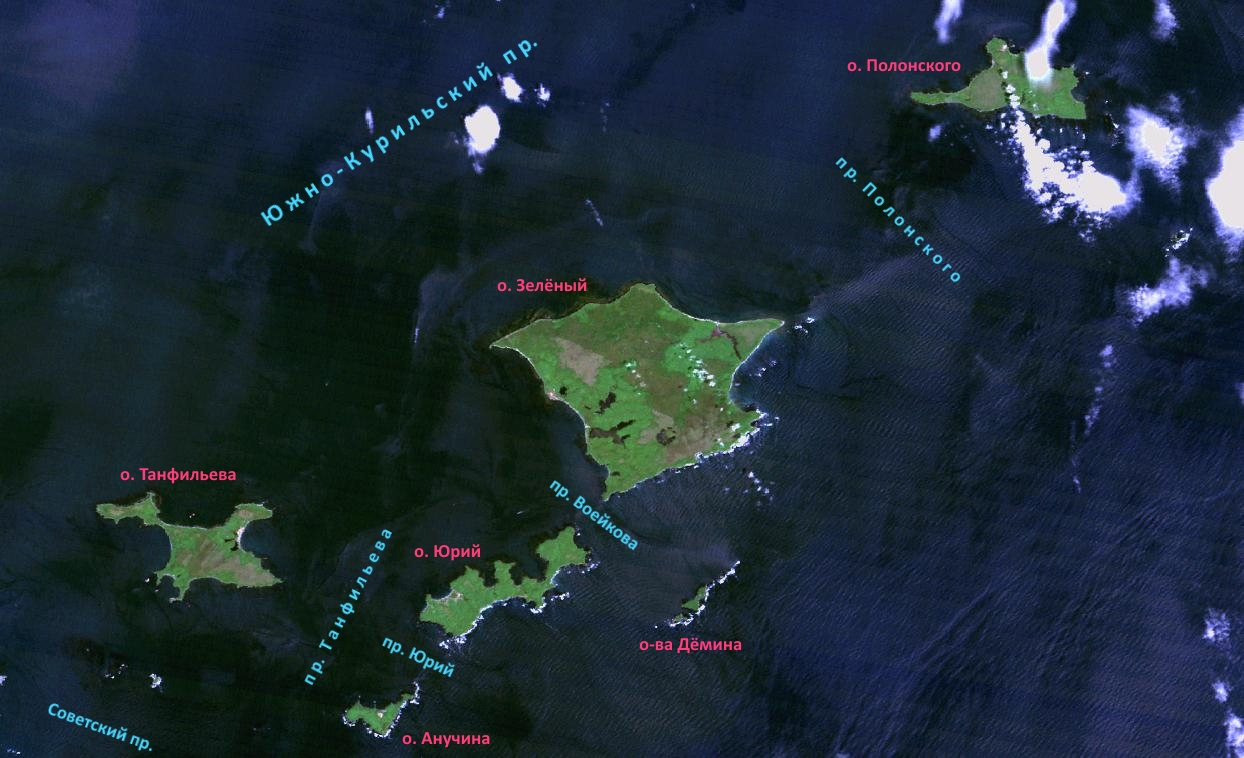
勇留水道 (пр.Юрий)

勇留水道（ゆりすいどう、ロシア語名:ユーリ海峡、Проли́в Юрий）は、歯舞群島の勇留島と秋勇留島を隔てる幅約3 kmの海峡（水道）である。
両島周辺には岩礁があるため海峡が狭くなっており、海峡の最も狭い部分の幅は925 mである。中間部の水深は21 - 54 mであり、潮流の速さは1 - 2 ノットである。
日本語名とロシア語名はともに、アイヌ語の「ユウロ（それの鵜がたくさんいる→鵜の島）」あるいは「ウリル（鵜の島）」に由来している。